# Cataptygma pectorale
Cataptygma pectorale là một loài tò vò trong họ Ichneumonidae.